# Iceland International 2011
Die Iceland International 2011 im Badminton fanden vom 10. November bis zum 13. November in Reykjavík, Island, statt. Das Preisgeld betrug 5.000 US-Dollar. Das Turnier hatte damit ein BWF-Level von 4B.

## Sieger und Platzierte
| Disziplin    | Gold                                     | Silber                                                   | Bronze                                     |
| ------------ | ---------------------------------------- | -------------------------------------------------------- | ------------------------------------------ |
| Herreneinzel | Mathias Borg                             | Tony Stephenson                                          | Mathias Kany                               |
| Herreneinzel | Mathias Borg                             | Tony Stephenson                                          | Raj Popat                                  |
| Dameneinzel  | Ragna Ingólfsdóttir                      | Akvilė Stapušaitytė                                      | Louise Hansen                              |
| Dameneinzel  | Ragna Ingólfsdóttir                      | Akvilė Stapušaitytė                                      | Sara Blengsli Kværnø                       |
| Herrendoppel | Thomas Dew-Hattens Mathias Kany          | Magnús Ingi Helgason Helgi Jóhannesson                   | Ástvaldur Heiðarsson Daniel Thomsen        |
| Herrendoppel | Thomas Dew-Hattens Mathias Kany          | Magnús Ingi Helgason Helgi Jóhannesson                   | Nikolaj S. Mortensen Tore Vilhelmsen       |
| Damendoppel  | Tinna Helgadóttir Snjólaug Jóhannsdóttir | Celilie Nystrup Wegener Clausen Fie Sønderby Christensen | Elin Pora Eliasdottir Rakel Jóhannesdóttir |
| Damendoppel  | Tinna Helgadóttir Snjólaug Jóhannsdóttir | Celilie Nystrup Wegener Clausen Fie Sønderby Christensen | Sara Högnadóttir Margrét Jóhannsdóttir     |
| Mixed        | Thomas Dew-Hattens Louise Hansen         | Tony Stephenson Sinnead Chambers                         | Magnús Ingi Helgason Tinna Helgadóttir     |
| Mixed        | Thomas Dew-Hattens Louise Hansen         | Tony Stephenson Sinnead Chambers                         | Atli Jóhannesson Snjólaug Jóhannsdóttir    |

## Finalresultate
| Disziplin    | Sieger                                   | Finalist                                                 | Ergebnis            |
| ------------ | ---------------------------------------- | -------------------------------------------------------- | ------------------- |
| Herreneinzel | Mathias Borg                             | Tony Stephenson                                          | 21–18, 21–17        |
| Dameneinzel  | Ragna Ingólfsdóttir                      | Akvilė Stapušaitytė                                      | 21–18, 17–21, 21–17 |
| Herrendoppel | Thomas Dew-Hattens Mathias Kany          | Magnús Ingi Helgason Helgi Jóhannesson                   | 16–21, 21–12, 21–16 |
| Damendoppel  | Tinna Helgadóttir Snjólaug Jóhannsdóttir | Celilie Nystrup Wegener Clausen Fie Sønderby Christensen | 11–4 (Aufgabe)      |
| Mixed        | Thomas Dew-Hattens Louise Grimm Hansen   | Tony Stephenson Sinnead Chambers                         | 23–21, 21–13        |

## Ergebnisse

### Herreneinzel
- Birkir Steinn Erlingsson –  Nokkvi Runarsson: 21-13 / 21-12
- Atli Jóhannesson –  Robert Thor Henn: 21-11 / 21-17
- Mathias Kany –  Kjartan Palsson: 21-7 / 21-11
- Tony Stephenson –  Arthur Geir Josefsson: 21-15 / 21-10
- Jonas Baldursson –  Kristinn Ingi Gudjonsson: 21-14 / 21-8
- Kári Gunnarsson –  Einar Oskarsson: 19-21 / 21-10 / 21-17
- Michael Spencer-Smith –  Kristjan Adalsteinsson: 21-18 / 21-16
- Kristoffer Knudsen –  Daniel Thomsen: 21-7 / 21-16
- Helgi Jóhannesson –  Thomas Þór Thomsen: 21-13 / 21-13
- Haukur Stefansson –  Heioar Sigurjonsson: 21-19 / 21-15
- Raj Popat –  Ólafur Örn Gudmundsson: 21-11 / 21-7
- Egill Gudlaugsson –  Tomas Bjorn Gudmundsson: 21-16 / 21-7
- Magnús Ingi Helgason –  Kjartan Valsson: 21-10 / 21-4
- Jesper Laumand –  Ragnar Hardarson: 21-12 / 21-10
- Pavel Florián –  Birkir Steinn Erlingsson: 21-10 / 21-9
- Mathias Kany –  Atli Jóhannesson: 17-21 / 21-13 / 21-10
- Tony Stephenson –  Jonas Baldursson: 21-9 / 21-11
- Kári Gunnarsson –  Michael Spencer-Smith: 19-21 / 21-8 / 21-8
- Kristoffer Knudsen –  Helgi Jóhannesson: 25-23 / 15-21 / 21-12
- Raj Popat –  Haukur Stefansson: 21-9 / 21-15
- Magnús Ingi Helgason –  Egill Gudlaugsson: 21-15 / 21-13
- Mathias Borg –  Jesper Laumand: 21-9 / 21-16
- Mathias Kany –  Pavel Florián: 21-19 / 21-15
- Tony Stephenson –  Kári Gunnarsson: 21-19 / 21-7
- Raj Popat –  Kristoffer Knudsen: 14-21 / 21-17 / 21-16
- Mathias Borg –  Magnús Ingi Helgason: 21-6 / 21-7
- Tony Stephenson –  Mathias Kany: 19-21 / 21-18 / 23-21
- Mathias Borg –  Raj Popat: 21-6 / 21-18
- Mathias Borg –  Tony Stephenson: 21-18 / 21-17

### Dameneinzel
- Helena Dekker –  Thorbjorg Kristinsdottir: 21-16 / 21-15
- Matilda Petersen –  María Arnadottir: 21-12 / 21-9
- Zuzana Pavelková –  Una Haroardottir: 21-9 / 21-7
- Sinead Chambers –  Karitas Ósk Ólafsdóttir: 21-17 / 21-12
- Laerke T. Soerensen –  Snjólaug Jóhannsdóttir: 18-21 / 22-20 / 21-8
- Ragna Ingólfsdóttir –  Elin Thora Eliasdottir: 21-3 / 21-10
- Helena Dekker –  Rakel Jóhannesdóttir: 21-17 / 21-23 / 23-21
- Louise Hansen –  Špela Silvester: 21-17 / 4-2 Ret.
- Matilda Petersen –  Sara Högnadóttir: 21-14 / 21-14
- Zuzana Pavelková –  Fie S. Christensen: 21-18 / 21-18
- Sara Blengsli Kværnø –  Sinead Chambers: 19-21 / 21-19 / 21-12
- Laerke T. Soerensen –  Johanna Johannsdottir: 21-12 / 21-6
- Akvilė Stapušaitytė –  Margrét Jóhannsdóttir: 21-15 / 21-9
- Ragna Ingólfsdóttir –  Helena Dekker: 21-16 / 21-5
- Louise Hansen –  Matilda Petersen: 21-18 / 21-10
- Sara Blengsli Kværnø –  Zuzana Pavelková: 11-21 / 21-16 / 30-28
- Akvilė Stapušaitytė –  Laerke T. Soerensen: 21-15 / 21-13
- Ragna Ingólfsdóttir –  Louise Hansen: 21-12 / 21-10
- Akvilė Stapušaitytė –  Sara Blengsli Kværnø: 21-17 / 21-9
- Ragna Ingólfsdóttir –  Akvilė Stapušaitytė: 21-18 / 17-21 / 21-17

### Herrendoppel
- Jesper Laumand /  Rasmus Price Ostergaard Andersen –  Kristjan Adalsteinsson /  Haukur Stefansson: 21-9 / 21-13
- Ástvaldur Heiðarsson /  Daniel Thomsen –  Kjartan Valsson /  Tomas Bjorn Gudmundsson: 21-13 / 19-21 / 21-15
- Jonas Baldursson /  Kjartan Palsson –  Nokkvi Runarsson /  Thomas Þór Thomsen: 21-16 / 21-18
- Thomas Dew-Hattens /  Mathias Kany –  Arthur Geir Josefsson /  Einar Oskarsson: 21-19 / 14-21 / 21-13
- Ragnar Hardarson /  Heioar Sigurjonsson –  Egill Gudlaugsson /  Armann Gunnarsson: 21-18 / 18-21 / 21-15
- Nikolaj S. Mortensen /  Tore Vilhelmsen –  Birkir Steinn Erlingsson /  Robert Thor Henn: 21-12 / 21-10
- Magnús Ingi Helgason /  Helgi Jóhannesson –  Jesper Laumand /  Rasmus Price Ostergaard Andersen: 21-4 / 21-10
- Ástvaldur Heiðarsson /  Daniel Thomsen –  Jonas Baldursson /  Kjartan Palsson: 21-15 / 21-16
- Thomas Dew-Hattens /  Mathias Kany –  Ragnar Hardarson /  Heioar Sigurjonsson: 21-15 / 21-12
- Nikolaj S. Mortensen /  Tore Vilhelmsen –  Atli Jóhannesson /  Kári Gunnarsson: 21-12 / 21-12
- Magnús Ingi Helgason /  Helgi Jóhannesson –  Ástvaldur Heiðarsson /  Daniel Thomsen: 21-19 / 21-11
- Thomas Dew-Hattens /  Mathias Kany –  Nikolaj S. Mortensen /  Tore Vilhelmsen: 21-14 / 21-18
- Thomas Dew-Hattens /  Mathias Kany –  Magnús Ingi Helgason /  Helgi Jóhannesson: 16-21 / 21-12 / 21-16

### Damendoppel
- Tinna Helgadóttir /  Snjólaug Jóhannsdóttir –  Johanna Johannsdottir /  Thorbjorg Kristinsdottir: 21-9 / 21-10
- Elin Thora Eliasdottir /  Rakel Jóhannesdóttir –  Erla Björg Hafsteinsdóttir /  Elsa Nielsen: 12-21 / 21-12 / 21-18
- Celilie Nystrup Wegener Clausen /  Fie S. Christensen –  Ivalu Birna Falck-Petersen /  Hulda Lilja Hannesdottir: 21-12 / 21-17
- Sigríður Árnadóttir /  Jona Kristin Hjartardottir –  María Arnadottir /  Elisabeth Christensen: 21-17 / 21-17
- Tinna Helgadóttir /  Snjólaug Jóhannsdóttir –  Una Haroardottir /  Karitas Jonsdottir: 21-4 / 21-5
- Elin Thora Eliasdottir /  Rakel Jóhannesdóttir –  Unnur Bjork Eliasdottir /  Margret Finnbogadottir: 21-12 / 21-9
- Celilie Nystrup Wegener Clausen /  Fie S. Christensen –  Katrín Atladóttir /  Karitas Ósk Ólafsdóttir: 16-21 / 21-19 / 21-17
- Sara Högnadóttir /  Margrét Jóhannsdóttir –  Sigríður Árnadóttir /  Jona Kristin Hjartardottir: 21-10 / 21-10
- Tinna Helgadóttir /  Snjólaug Jóhannsdóttir –  Elin Thora Eliasdottir /  Rakel Jóhannesdóttir: 21-12 / 21-12
- Celilie Nystrup Wegener Clausen /  Fie S. Christensen –  Sara Högnadóttir /  Margrét Jóhannsdóttir: 21-13 / 21-11
- Tinna Helgadóttir /  Snjólaug Jóhannsdóttir –  Celilie Nystrup Wegener Clausen /  Fie S. Christensen: 11-4 Ret.

### Mixed
- Atli Jóhannesson /  Snjólaug Jóhannsdóttir –  Egill Gudlaugsson /  Rakel Jóhannesdóttir: 21-15 / 21-11
- Arthur Geir Josefsson /  Halldora Elin Johannsdottir –  Helgi Jóhannesson /  Elin Thora Eliasdottir: 21-10 / 7-21 / 21-10
- Einar Oskarsson /  Johanna Johannsdottir –  Birkir Steinn Erlingsson /  Thorbjorg Kristinsdottir: 21-17 / 21-8
- Thomas Dew-Hattens /  Louise Hansen –  Robert Thor Henn /  Karitas Ósk Ólafsdóttir: 21-8 / 21-14
- Tony Stephenson /  Sinead Chambers –  Ragnar Hardarson /  Una Haroardottir: 21-15 / 21-8
- Jonas Baldursson /  María Arnadottir –  Kjartan Valsson /  Erla Björg Hafsteinsdóttir: 18-21 / 21-17 / 22-20
- Kristoffer Knudsen /  Laerke T. Soerensen –  Daniel Thomsen /  Margrét Jóhannsdóttir: 21-6 / 21-13
- Magnús Ingi Helgason /  Tinna Helgadóttir –  Kjartan Palsson /  Sara Högnadóttir: 21-12 / 21-13
- Atli Jóhannesson /  Snjólaug Jóhannsdóttir –  Arthur Geir Josefsson /  Halldora Elin Johannsdottir: 21-16 / 21-19
- Thomas Dew-Hattens /  Louise Hansen –  Einar Oskarsson /  Johanna Johannsdottir: 21-11 / 21-10
- Tony Stephenson /  Sinead Chambers –  Jonas Baldursson /  María Arnadottir: 21-7 / 21-13
- Magnús Ingi Helgason /  Tinna Helgadóttir –  Kristoffer Knudsen /  Laerke T. Soerensen: 21-16 / 21-17
- Thomas Dew-Hattens /  Louise Hansen –  Atli Jóhannesson /  Snjólaug Jóhannsdóttir: 21-18 / 21-11
- Tony Stephenson /  Sinead Chambers –  Magnús Ingi Helgason /  Tinna Helgadóttir: 21-14 / 21-16
- Thomas Dew-Hattens /  Louise Hansen –  Tony Stephenson /  Sinead Chambers: 23-21 / 21-13